# Colorado Rockies
Colorado Rockies je poklicna bejzbolska ekipa iz Denverja v Koloradu. Trenutno njena zasedba igra v Zahodni diviziji Narodne lige v Glavni bejzbolski ligi. Domači stadion ekipe je Coors Field, trenutni upravnik moštva pa je Jim Tracy.
V Denverju so dolga leta igrali le nižjepodružnični bejzbol, v mestu, v katerega širši okolici živi skoraj 2,6 milijona prebivalcev, pa so si mnogi želeli ekipo, ki bi mesto zastopala v ligi MLB. Po mamilarski aferi v Pittsburghu je skupina iz Denverja poskušala odkupiti lokalno ekipo in jo preseliti, a je njihov poskus kasneje padel v vodo. Sreča se je prebivalcem Denverja nasmehnila leta 1991, ko je ob razširitvi lige MLB (pridružil se je tudi klub Miami Marlins) bil sprejet predlog skupine pod vodstvom Johna Antonuccija in Michaela I. Monusa o ustanovitvi kluba v Denverju. Zaradi bližine Skalnega gorovja je bil izbran vzdevek »Rockies«, ki se odraža tudi v logotipu ekipe. Moštvo je začelo nastopati leta 1993, prvi dve sezoni pa si je z lokalnim moštovom ameriškega nogometa (Denver Broncos) delilo Mile High Stadium. Pred sezono leta 1995 je bil dokončan sedanji stadion ekipe, Coors Field.
Klub je do sedaj osvojil en naslov Narodne lige (2007). V zadnjem mesecu te sezone so na zadnjih dvaindvajsetih tekmah zmagali enaindvajsetkrat in se kasneje zavihteli vse do Svetovne serije, kjer pa so nato proti ekipi Boston Red Sox izgubili v le štirih tekmah. 

## Nižje podružnice
| Stopnja        | Moštvo                   | Liga                    | Nahajališče                                       |
| -------------- | ------------------------ | ----------------------- | ------------------------------------------------- |
| AAA            | Colorado Springs Sky Sox | Pacific Coast League    | Colorado Springs, Kolorado                        |
| AA             | Tulsa Drillers           | Texas League            | Tulsa, Oklahoma                                   |
| Advanced A     | Modesto Nuts             | California League       | Modesto, Kalifornija                              |
| A              | Asheville Tourists       | South Atlantic League   | Asheville, Severna Karolina                       |
| Short Season A | Tri-City Dust Devils     | Northwest League        | Pasco, Washington                                 |
| Rookie         | Grand Junction Rockies   | Pioneer League          | Grand Junction, Kolorado                          |
| Rookie         | DSL Rockies              | Dominican Summer League | Boca Chica, Santo Domingo, Dominikanska republika |